# Triosmio dodecacarbonile
Il triosmio dodecacarbonile è il composto chimico cluster con formula Os3(CO)12. È uno dei carbonili binari stabili dell'osmio. In condizioni normali è un solido giallo, insolubile in acqua ma leggermente solubile in solventi organici. Disponibile in commercio, viene usato come precursore per la sintesi di altri composti organometallici di osmio.

## Struttura
Os3(CO)12 cristallizza con struttura cristallina monoclina, gruppo spaziale P21/c, con costanti di reticolo a = 810 pm, b = 1479 pm, c = 1464 pm e β = 100°, quattro unità di formula per cella elementare. Nella struttura sono presenti unità molecolari con simmetria D3h, formate da un triangolo pressoché equilatero di atomi di osmio; la distanza media Os-Os è di 288 pm. Ogni atomo di osmio è legato a quattro leganti CO, due in posizione assiale e due in posizione equatoriale. La struttura è analoga a quella di Ru3(CO)12, mentre in Fe3(CO)12 due CO sono legati a ponte e la simmetria diventa C2v.

## Sintesi
Il cluster fu sintetizzato per la prima volta nel 1943 da Walter Hieber facendo reagire tetrossido di osmio con monossido di carbonio sotto pressione, attribuendogli però erroneamente la formula Os2(CO)9. Nel 1961 Eugene R. Corey e Lawrence F. Dahl evidenziarono che la formula corretta era Os3(CO)12. Con un accurato controllo delle condizioni la resa è pressoché quantitativa:
{\displaystyle {\ce {3OsO4 + 24CO -> Os3(CO)12 + 12CO2}}}

## Reattività
Os3(CO)12 è uno dei carbonili binari stabili dell'osmio; sono noti anche Os2(CO)9, Os4(CO)15, Os5(CO)16, Os6(CO)18, Os7(CO)21, Os8(CO)23 e Os12(CO)30.
Os3(CO)12 è un cluster saturo, nel senso che ciascun atomo di osmio soddisfa la regola dei 18 elettroni, e quindi il composto è relativamente poco reattivo.
Per riscaldamento oltre 120 ºC o per attivazione fotochimica uno o più leganti CO possono essere sostituiti da basi di Lewis L formando specie tipo  Os3(CO)11L, Os3(CO)10L2 e Os3(CO)9L3. Leganti L tipici sono fosfine, fosfiti, ossidi di fosfine (OPR3), ammine, acetonitrile (MeCN). L'acetonitrile in particolare è un legante molto labile e quindi i composti Os3(CO)11(MeCN) e Os3(CO)10(MeCN)2 trovano impiego come precursori per altri cluster di osmio.
I leganti CO possono essere sostituiti anche da idrogeno, alcheni e alchini; questi nuovi leganti tendono a legarsi a ponte, come ad esempio in Os3(μ-H)2(CO)10 e Os3(μ-PhC≡CPh)2(CO)10.
La pirolisi di Os3(CO)12 permette di ottenere cluster a nuclearità maggiore. In questo processo possono essere addizionati altri atomi come idrogeno e calcogeni. Due esempi sono Os4(CO)12H2 e Os4(CO)12(μ3-S).